# Liste des épisodes de Dual Survival
Cet article est une liste des épisodes basée sur l'émission de téléréalité documentaire Dual Survival initialement diffusé sur la chaîne télévisée Discovery Channel. 

## Épisodes
Il est noté que les titres français mentionnés sont ceux donnés aux épisodes de la saison 1 par NT1. Les traductions des titres par Discovery Channel France sont légèrement différentes.
| Saison 1 | Saison 1   | Titre de l'épisode                              | Lieu de tournage                       | Première diffusion américaine         | Première diffusion française           |
| -------- | ---------- | ----------------------------------------------- | -------------------------------------- | ------------------------------------- | -------------------------------------- |
|          | Épisode 1  | Naufragés (Shipwrecked)                         | Canada : Nouvelle-Écosse               | 11 juin 2010 sur Discovery Channel    | 22 décembre 2010 sur Discovery Channel |
|          | Épisode 2  | La descente de tous les dangers (Failed Ascent) | Nouvelle-Zélande                       | 18 juin 2010 sur Discovery Channel    | 29 décembre 2010 sur Discovery Channel |
|          | Épisode 3  | Enterrés vivants (Out of Air)                   | Belize                                 | 25 juin 2010 sur Discovery Channel    | 29 décembre 2010 sur Discovery Channel |
|          | Épisode 4  | Perdus dans le désert (Desert Breakdown)        | Pérou : Vallée des Volcans             | 2 juillet 2010 sur Discovery Channel  | 5 janvier 2011 sur Discovery Channel   |
|          | Épisode 5  | Panique dans la jungle (Panic in the Jungle)    | Laos                                   | 9 juillet 2010 sur Discovery Channel  | 22 décembre 2010 sur Discovery Channel |
|          | Épisode 6  | Dans les marécages (Swamped)                    | États-Unis : Louisiane                 | 16 juillet 2010 sur Discovery Channel | 12 janvier 2011 sur Discovery Channel  |
|          | Épisode 7  | Séparation (Split Up)                           | États-Unis : Arizona                   | 23 juillet 2010 sur Discovery Channel | 5 janvier 2011 sur Discovery Channel   |
|          | Épisode 8  | Détrémpés (Soaked)                              | États-Unis : Forêt nationale Olympique | 30 juillet 2010 sur Discovery Channel | 12 janvier 2011 sur Discovery Channel  |
|          | Épisode 9  | Après l'ouragan (After the Storm)               | République dominicaine                 | 13 août 2010 sur Discovery Channel    | 19 janvier 2011 sur Discovery Channel  |
|          | Épisode 10 | A la merci des piranhas (Bogged Down)           | Brésil : Pantanal                      | 20 août 2010 sur Discovery Channel    | 19 janvier 2011 sur Discovery Channel  |

Les titres français qui suivent sont ceux donnés aux épisodes de la saison 2 par Discovery Channel France.
| Saison 2 | Saison 2   | Titre de l'épisode                          | Lieu de tournage                 | Première diffusion américaine          | Première diffusion française            |
| -------- | ---------- | ------------------------------------------- | -------------------------------- | -------------------------------------- | --------------------------------------- |
|          | Épisode 1  | La Terre de Feu (Slash and Burn)            | Argentine - Chili : Terre de Feu | 22 avril 2011 sur Discovery Channel    | 29 septembre 2011 sur Discovery Channel |
|          | Épisode 2  | Enterrés Vivants (Buried Alive)             | États-Unis : Wyoming             | 29 avril 2011 sur Discovery Channel    | 13 octobre 2011 sur Discovery Channel   |
|          | Épisode 3  | Embourbés dans le Marais (Stuck in the Mud) | États-Unis : Floride             | 6 mai 2011 sur Discovery Channel       | 15 septembre 2011 sur Discovery Channel |
|          | Épisode 4  | Bitten                                      | Thaïlande                        | 13 mai 2011 sur Discovery Channel      | 3 novembre 2011 sur Discovery Channel   |
|          | Épisode 5  | Coincés dans le Froid (Frozen Plains)       | États-Unis : Montana             | 20 mai 2011 sur Discovery Channel      | 20 octobre 2011 sur Discovery Channel   |
|          | Épisode 6  | La Savane Africaine (Out of Africa)         | Afrique du Sud                   | 24 mai 2011 sur Discovery Channel      | 10 novembre 2011 sur Discovery Channel  |
|          | Épisode 7  | Jungle d'Altitude (Out of the Clouds)       | Panama                           | 27 mai 2011 sur Discovery Channel      | 6 octobre 2011 sur Discovery Channel    |
|          | Épisode 8  | Naufragés (Adrift)                          | Pacifique Sud                    | 3 juin 2011 sur Discovery Channel      | 27 octobre 2011 sur Discovery Channel   |
|          | Épisode 9  | Mordre la Poussière (Eating Dust)           | Mexique : Désert de Baja         | 10 juin 2011 sur Discovery Channel     | 22 septembre 2011 sur Discovery Channel |
|          | Épisode 10 | L'Ile aux Hippopotames (Hippo Island)       | Botswana : Delta de l'Okavango   | 17 juin 2011 sur Discovery Channel     | 17 novembre 2011 sur Discovery Channel  |
|          | Épisode 11 | Perdus dans les Appalaches (Up the River)   | États-Unis : Kentucky            | 24 juin 2011 sur Discovery Channel     | 24 novembre 2011 sur Discovery Channel  |
|          | Épisode 12 | En Route vers Nulle Part (Road to Nowhere)  | États-Unis : Maine               | 1er juillet 2011 sur Discovery Channel | 1er décembre 2011 sur Discovery Channel |